# 金子岩侗族苗族乡
金子岩侗族苗族乡，是中华人民共和国湖南省怀化市会同县下辖的一个乡镇级行政单位。

## 行政区划
金子岩侗族苗族乡下辖以下地区：
金子岩村、陈家村、双江村、木力村、品溪村、元贞村、金鱼口村、山田村、两江村、茶溪村、七里塘村、翁洞村和泥湾村。